# 마야라타
마야라타(싱할라어: මායා රට) 또는 닥키나데사(싱할라어: ඩක්කිනේස)는 스리랑카 서부에 존재했던 싱할라 왕국 치하의 제후국 또는 행정 구역이었다. 마야라타는 데두루 오야와 국경을 접하고 스리랑카의 남서부에 위치했다. 마지막 수도는 파라크라마푸라였다. 파라크라마바후 1세에 의해 폴론나루와 왕국이 형성된 후 마야라타는 해체되었다.

## 같이 보기
- 스리랑카의 역사
- 마야라타 군주 목록
- 스리랑카 군주 목록